# Génova (Guatemala)
Génova è un comune del Guatemala facente parte del dipartimento di Quetzaltenango.
L'origine dell'abitato è relativamente recente, essendo stato fondato nel 1902 da alcune famiglie provenienti da San Martín Chile Verde (oggi San Martín Sacatepéquez) ed emigrate a seguito dell'eruzione del vulcano Santa Maria. Nato con il nome di Santa Joaquina, in onore della madre del presidente Manuel Estrada Cabrera, assunse la denominazione attuale il 3 maggio 1920, quando un decreto governativo impose di eliminare i toponimi facenti riferimento all'ex presidente ed ai suoi familiari.